# Jade Ocean
Jade Ocean est un gratte-ciel résidentiel (condominium) de 165 mètres de hauteur construit à Sunny Isles Beach dans l'agglomération de Miami en Floride aux États-Unis de 2006 à 2009.
Le bâtiment, situé face à l'océan, comprend 256 logements sur 51 étages.
L'architecte est l'agence Ott & Associates Architects - USA